# جاده ای ۹۵۲
جاده‌ای ۹۵۲ (انگلیسی: A952 road)
نام یک جاده آسفالته است که در آبردین‌شایر، اسکاتلند واقع شده است. این جاده در شمال تا جنوب آبردین‌شایر کشیده شده است که انتهای آن به جاده ۹۰ منتهی می‌شود.